# Allen Johnson
Allen Kenneth Johnson (Washington, 1º marzo 1971) è un ex ostacolista statunitense.
In carriera ha vinto un oro olimpico ai Giochi di Atlanta 1996 e quattro titoli mondiali nei 110 metri ostacoli, specialità in cui vanta un primato di 12"92. Ha conquistato inoltre tre titoli mondiali indoor nei 60 metri ostacoli.

## Biografia
All'Università della Carolina del Nord, la stessa frequentata in giovane età da Michael Jordan, Allen Johnson eccelleva in varie specialità dell'atletica leggera, tra cui salto in lungo, salto in alto e decathlon, prima di concentrarsi sugli ostacoli.
Dopo il secondo posto nella finale di Coppa del mondo di atletica nel 1994, nel 1995 arrivarono per Johnson le prime medaglie mondiali. Vinse i 60 m ostacoli ai mondiali indoor di Barcellona con il tempo di 7"39, e si ripeté all'aperto ai Mondiali di Göteborg aggiudicandosi i 110 m ostacoli in 13 secondi netti.
Il 1996 fu l'anno delle Olimpiadi del Centenario di Atlanta. I trials per la squadra olimpica statunitense si tennero al Centennial Olympic Stadium di Atlanta, lo stesso impianto che avrebbe ospitato le gare olimpiche di atletica leggera. Sulla pista olimpica, il 23 giugno Allen Johnson vinse i trials dei 110 m ostacoli con il tempo di 12"92, uguagliando il primato continentale nord-centroamericano di Roger Kingdom del 1989, e fermandosi ad appena un centesimo dal record mondiale di 12"91 stabilito dal britannico Colin Jackson nel 1993. Un mese dopo, sulla stessa pista, Allen Johnson vinse la medaglia d'oro, stabilendo un nuovo record olimpico con 12"95, battendo il connazionale Mark Crear (13"09), secondo anche ai trials, e il tedesco Florian Schwarthoff (13"17). Il 23 agosto il campione olimpico eguagliò di nuovo il suo personale di 12"92 al meeting di Bruxelles.
Nel 1997 ad Atene si confermò campione mondiale con il tempo di 12"93, primato mondiale stagionale, e corse anche una frazione della staffetta 4×400 metri in batteria; nella finale, in sua assenza, gli USA vinsero l'oro. Due anni dopo, ai Mondiali di Siviglia, uscì nei turni preliminari e il titolo dei 110 m ostacoli andò a Colin Jackson. Nel 2000, anno dei Giochi olimpici di Sydney, Johnson corse in 12"97 ai trials statunitensi, ma successivamente subì alcuni infortuni che ne diminuirono la resa. Presente alla rassegna olimpica, che si tenne alla fine di settembre, finì solo quarto con il tempo di 13"23.
Si riprese però per i Mondiali di Edmonton del 2001, dove eguagliò il record di Greg Foster vincendo il terzo titolo iridato nei 110 m ostacoli in 13"04. Due anni dopo, vinse il secondo titolo mondiale indoor sui 60 m ostacoli, e ai Mondiali superò Foster diventando campione del mondo sui 110 m ostacoli per la quarta volta. Il tempo con cui Allen Johnson vinse la finale, precedendo il connazionale Terrence Trammell e il cinese Liu Xiang, fu insolitamente alto per i suoi standard, 13"12; sulla stessa pista circa un mese prima aveva corso in 12"97 durante un meeting.
Nel 2004 Johnson vinse il terzo titolo mondiale al coperto sui 60 m ostacoli. Alle Olimpiadi di Atene cadde su un ostacolo al secondo turno di qualificazione, e perse la possibilità di gareggiare per le medaglie. La finale fu vinta dal cinese Liu Xiang, che eguagliò il record del mondo di 12"91 di Colin Jackson.
Ai Mondiali 2005 ad Helsinki Johnson vinse il bronzo con il tempo di 13"10, dietro al francese Ladji Doucouré (oro a 13"07) ed a Liu Xiang (argento a 13"10). Il suo primato stagionale fu 12"99, ancora una volta sotto il limite dei 13" netti. Nel luglio 2010, all'età di 39 anni, decide di ritirarsi dall'attività agonistica.
Allen Johnson ha corso undici volte i 110 m ostacoli in meno di 13 secondi, più di qualsiasi altro ostacolista della storia. Va inoltre sottolineato che è stato in grado di mantenere tali prestazioni per oltre un decennio, dal 1995 in poi. Dal 1995 al 1998 riuscì a scendere sotto i 13 secondi almeno una volta a stagione. Nel 1999 si fermò a 13"01, ma nel 2000 scese di nuovo a 12"97. Per due anni non fece meglio di 13"04, ma nel 2003 e di nuovo nel 2005 e nel 2006 corse sotto i 13 secondi.

## Record nazionali

### Seniores
- 60 metri ostacoli indoor: 7"36 ( Budapest, 6 marzo 2004)

## Progressione

### 110 metri ostacoli
| Stagione | Tempo | Luogo          | Data      | Rank. Mond. |
| -------- | ----- | -------------- | --------- | ----------- |
| 2010     | 13"65 | Shanghai       | 23-5-2010 | 87º         |
| 2009     | 13"43 | Dubnica        | 6-9-2009  | 37º         |
| 2008     | 13"32 | Fort-de-France | 8-5-2008  | 16º         |
| 2007     | 13"23 | Shanghai       | 28-9-2007 | 12º         |
| 2007     | 13"23 | Zurigo         | 7-9-2007  | 12º         |
| 2006     | 12"96 | Atene          | 17-9-2006 | 3º          |
| 2005     | 12"99 | Carson         | 24-6-2005 | 2º          |
| 2004     | 13"05 | Losanna        | 6-7-2004  | 2º          |
| 2003     | 12"97 | Saint-Denis    | 4-7-2003  | 1º          |
| 2002     | 13"04 | Fort-de-France | 28-4-2002 | 2º          |
| 2001     | 13"04 | Berlino        | 31-8-2001 | 1º          |
| 2001     | 13"04 | Edmonton       | 9-8-2001  | 1º          |
| 2000     | 12"97 | Sacramento     | 23-7-2000 | 1º          |
| 1999     | 13"01 | Roma           | 7-7-1999  | 2º          |
| 1998     | 12"98 | Zurigo         | 12-8-1998 | 1º          |
| 1997     | 12"93 | Atene          | 7-8-1997  | 1º          |
| 1996     | 12"92 | Bruxelles      | 23-8-1996 | 1º          |
| 1996     | 12"92 | Atlanta        | 23-6-1996 | 1º          |
| 1995     | 12"98 | Colonia        | 18-8-1995 | 1º          |
| 1994     | 13"25 | Sheffield      | 4-9-1994  | 8º          |
| 1993     | 13"47 | New Orleans    | 5-6-1993  |             |
| 1992     | 13"63 | Austin         | 5-6-1992  | 51º         |
| 1991     | 14"11 |                |           |             |

## Palmarès
| Anno | Manifestazione  | Sede        | Evento   | Risultato        | Prestazione | Note                                    |
| ---- | --------------- | ----------- | -------- | ---------------- | ----------- | --------------------------------------- |
| 1995 | Mondiali indoor | Barcellona  | 60 m hs  | Oro              | 7"39        | Record dei campionati                   |
| 1995 | Mondiali        | Göteborg    | 110 m hs | Oro              | 13"00       |                                         |
| 1996 | Giochi olimpici | Atlanta     | 110 m hs | Oro              | 12"95       | Record olimpico                         |
| 1997 | Mondiali        | Atene       | 110 m hs | Oro              | 12"93       | Miglior prestazione mondiale stagionale |
| 1999 | Mondiali        | Siviglia    | 110 m hs | Semifinale       | dns         |                                         |
| 2000 | Giochi olimpici | Sydney      | 110 m hs | 4º               | 13"23       |                                         |
| 2001 | Mondiali        | Edmonton    | 110 m hs | Oro              | 13"04       | Miglior prestazione mondiale stagionale |
| 2003 | Mondiali indoor | Birmingham  | 60 m hs  | Oro              | 7"47        |                                         |
| 2003 | Mondiali        | Saint-Denis | 110 m hs | Oro              | 13"12       |                                         |
| 2004 | Mondiali indoor | Budapest    | 60 m hs  | Oro              | 7"36        | Record dei campionati                   |
| 2004 | Giochi olimpici | Atene       | 110 m hs | Quarti di finale | dnf         |                                         |
| 2005 | Mondiali        | Helsinki    | 110 m hs | Bronzo           | 13"10       |                                         |
| 2008 | Mondiali indoor | Valencia    | 60 m hs  | Argento          | 7"55        |                                         |

## Campionati nazionali
- 7 volte campione nazionale dei 110 metri ostacoli (1996, 1997, 2000, 2001, 2002, 2003, 2005)
- 4 volte campione nazionale indoor dei 60 metri ostacoli (1995, 2002, 2003, 2004)

## Altre competizioni internazionali
1994
- Argento in Coppa del mondo ( Londra), 110 m hs - 13"29

1995
- Argento alla Grand Prix Final ( Monaco), 110 m hs - 13"09

2001
- Argento alla Grand Prix Final ( Melbourne), 110 m hs - 13"28

2002
- Argento in Coppa del mondo ( Madrid), 110 m hs - 13"45

2003
- Oro alla World Athletics Final ( Monaco), 110 m hs - 13"11

2004
- Oro alla World Athletics Final ( Monaco), 110 m hs - 13"16

2005
- Oro alla World Athletics Final ( Monaco), 110 m hs - 13"09

2006
- Bronzo alla World Athletics Final ( Stoccarda), 110 m hs - 13"01
- Oro in Coppa del mondo ( Atene), 110 m hs - 12"96

2007
- 6º alla World Athletics Final ( Stoccarda), 110 m hs - 13"36